# 왕정풍
왕정풍(王貞風, 436년 ~ 479년)은 유송 명제의 황후이다. 낭야(琅邪) 임기(臨沂) 사람으로, 왕도(王導)의 현손녀이자 왕승랑(王僧朗)의 딸이다.